# Espargos
Espargos è un centro abitato di Capo Verde, situato nel cuore dell'isola di Sal. È la capitale e il principale centro commerciale dell'isola.